# Riedern (Waakirchen)
Riedern ist ein Gemeindeteil der Gemeinde Waakirchen im oberbayerischen Landkreis Miesbach.

## Geographie
Die Einöde liegt östlich des Hauptortes Waakirchen. Nördlich des Ortes verläuft die B 472 und östlich die B 318.

## Baudenkmäler

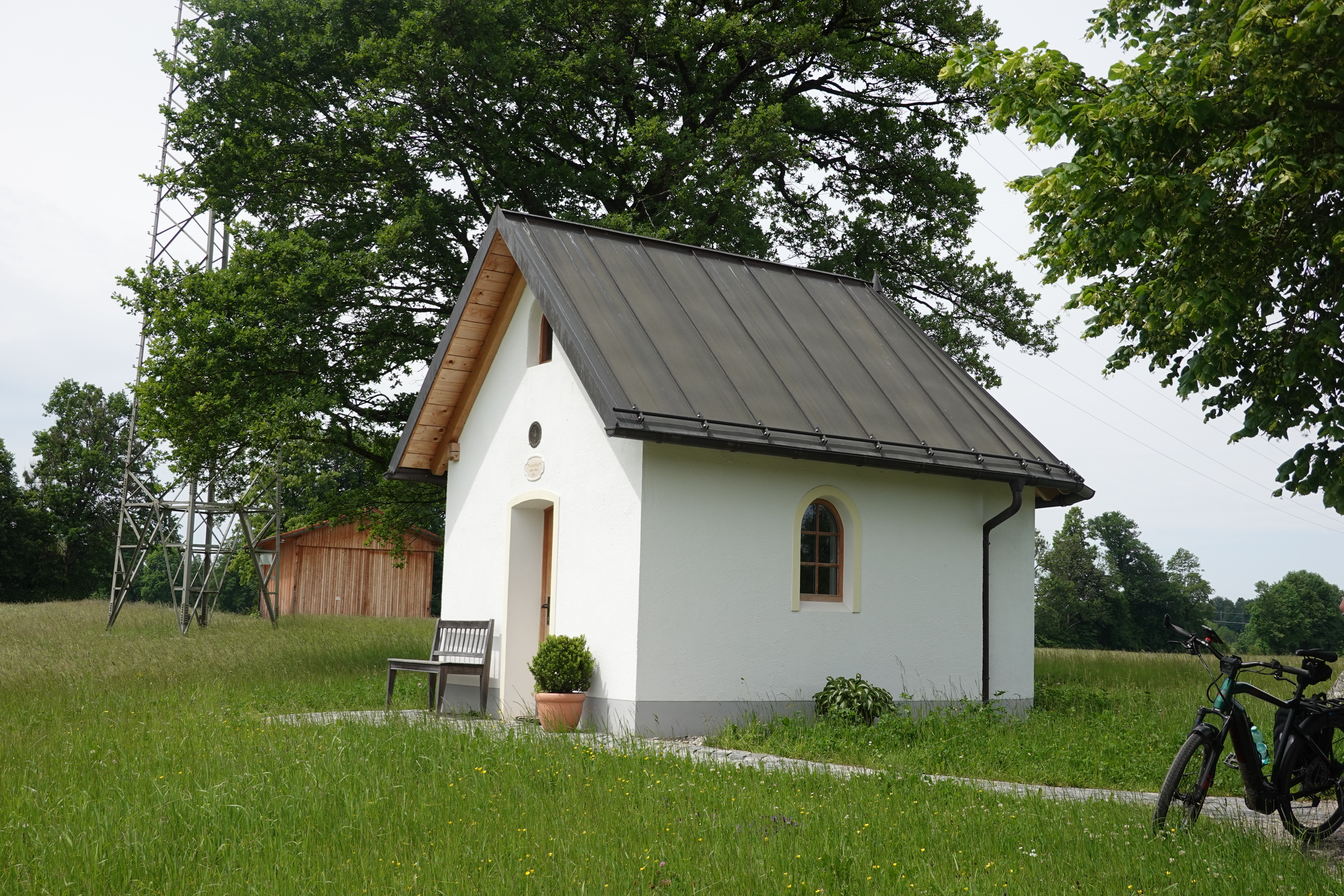
Weg- und Hofkapelle Riedern (2022)

In der Liste der Baudenkmäler in Waakirchen sind für Riedern elf Baudenkmäler aufgeführt, darunter
- eine um 1800 erbaute Weg- und Hofkapelle, ein kleiner Satteldachbau mit Schindeldach.